# Socimi Type 821
 (décembre 2020).
Si vous disposez d'ouvrages ou d'articles de référence ou si vous connaissez des sites web de qualité traitant du thème abordé ici, merci de compléter l'article en donnant les références utiles à sa vérifiabilité et en les liant à la section « Notes et références ».
 (juin 2022).
La Socimi Type 821-SMG était un pistolet-mitrailleur fabriqué dans les années 1980 par la société Socimi (Societa Costruzioni Industriali Milano), Luigi Franchi S.p.A, située à Milan, en Italie.

## Développement
À première vue, la Socimi Type 821-SMG semble être une copie italienne de la Uzi israélienne, bien que sa conception présente de nombreuses différences et améliorations par rapport au projet original. La société Socimi était active dans le secteur de la construction ferroviaire depuis le début des années 1970 ; en 1983, elle a créé une entreprise commune avec le fabricant d'armes à feu historique Luigi Franchi S.p.A. (qui plus tard, plus précisément en 1987, aurait repris l'entreprise) pour se concentrer sur le secteur des armes militaires. Cette collaboration a débouché sur une série de fusils d'assaut et le Type 821-SMG. Les premiers prototypes et les échantillons d'évaluation de cette sous-munition ont rapidement été fabriqués directement par Franchi, jusqu'à ce que la Socimi ait achevé l'outillage pour commencer la production interne.

## Description
La mitrailleuse israélienne UZI a été prise comme base et plusieurs solutions techniques lui ont été empruntées, notamment la culasse recouvrante (déjà utilisée dans une autre mitrailleuse italienne, le Beretta M12), le sélecteur sécurité ou tir et la sécurité de la poignée, et le logement du magasin dans la crosse du pistolet. Cependant, les ingénieurs de Socimi/Franchi ont voulu distinguer leur arme de l'UZI originale, en développant un large éventail de nouvelles caractéristiques. La mitrailleuse Socimi a été construite autour d'une solide boîte de culasse rectangulaire monolithique en une seule pièce d'alliage léger, s'écartant de la lourde boîte de culasse en acier embouti de l'UZI. La boîte de culasse Socimi possède une seule ouverture à l'arrière, d'où l'on peut extraire l'ensemble de la culasse, tandis que le canon est inséré à l'avant et fixé par un écrou, et peut être séparé de la boîte de culasse en la dévissant comme dans l'UZI. La poignée est dotée de rainures pour les doigts pour une meilleure manipulation.
La crosse est tubulaire et se replie sur le côté, s'écartant de la conception rétractable compliquée de l'UZI israélienne ; elle pivote sous la face arrière de la boîte de culasse et repose à plat contre le côté droit du canon lorsqu'elle est repliée. Elle est plus longue que la crosse de l'UZI (200 millimètres contre 180), ce qui la rend plus confortable à utiliser et à porter à l'épaule. Le talon de la crosse se replie horizontalement contre la crosse lorsqu'elle n'est pas utilisée. Alors que la crosse d'origine de l'UZI pourrait être utile comme arme contondante en cas d'engagement extrêmement rapproché ou de combat au corps à corps, la crosse Socimi de type 821-SMG n'a pas été conçu, et est trop fragile pour une telle utilisation.
Le Socimi Type 821-SMG est globalement plus léger et plus compact que l'UZI israélienne, pesant 2 450 grammes à vide contre 3 500 grammes pour l'UZI à vide ; il a une longueur totale de 400 millimètres avec crosse pliée (contre 470 millimètres) et 600 millimètres avec crosse dépliée (comme l'UZI). La réduction de la longueur totale a été obtenue en raccourcissant le canon, en utilisant une longueur de 200 millimètres contre 260 millimètres à l'origine. Cela a permis d'atteindre une cadence de tir plus lente de 550 coups par minute par rapport aux 600 tours par minute de l'UZI. La contrôle des tirs en automatique a été considérablement amélioré. Les résultats optimaux sont obtenus dans un rayon de 150-200 mètres, la culasse recouvrante équilibre l'arme de telle sorte qu'elle peut être utilisée d'une seule main avec un bon contrôle de la précision.

## Utilisateur
Le Socimi Type 821-SMG a été acquis en petites quantités par le ministère italien de l'Intérieur et distribué à l'équipe du NOCS de la Police nationale italienne et éventuellement à d'autres unités ou organisations italiennes inconnues. Le Socimi Type 821-SMG n'est jamais devenu la mitrailleuse standard d'une force italienne car la Socimi a fait faillite en 1992 et la production de son système d'armes d'assaut (y compris le Type 821-SMG) a été arrêtée pour ne plus jamais être reprise. Franchi, qui appartenait à la Socimi jusqu'à la faillite et qui était sans aucun doute l'entité à l'origine du développement du système d'armes de la Socimi, a proposé peu après le Type 821-SMG sous le nom de Franchi LF-821 sans succès ; il a finalement été acquis par le Beretta Holding et, en tant que tel, a arrêté le développement et la production de toutes les armes à feu à vocation strictement militaire.
Les échantillons de Socimi Type 821-SMG acquis par les forces italiennes sont maintenant gardés en stock. D'autres échantillons de cette arme et d'autres armes à feu Socimi sont conservés dans des entrepôts par des entreprises italiennes telles que Luigi Franchi S.p.A. et Fiocchi Munizioni. Les rumeurs de ventes à l'étranger ne peuvent être confirmées ; avant sa faillite, la Socimi avait conclu des accords d'exportation avec une société américaine appelée MTS Corporation, située à Philadelphie. Les développements expérimentaux de la Socimi Type 821-SMG comprennent une mallette tactique spéciale pour le modèle grandeur nature, et la Socimi Type 821-5 Micro SMG, une version compacte d'une longueur totale de 250 millimètres ; aucune de ces mallettes n'a jamais dépassé le stade de prototype.

## Galerie

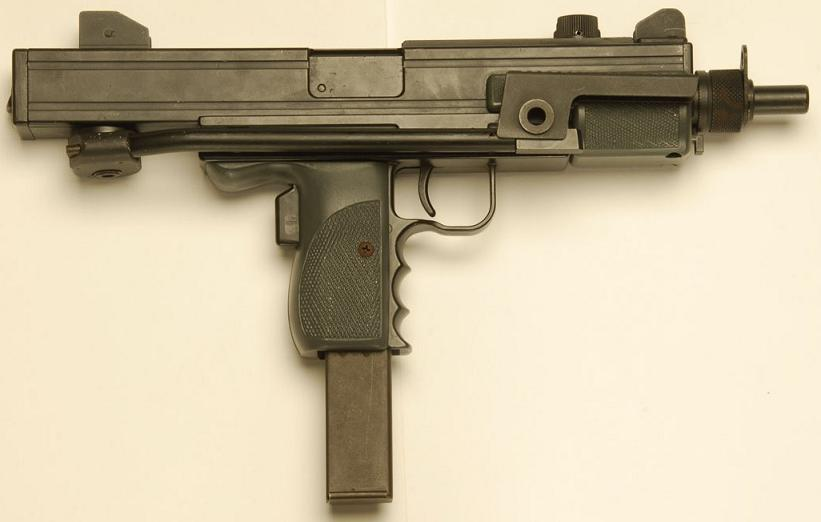
Avec la crosse repliée
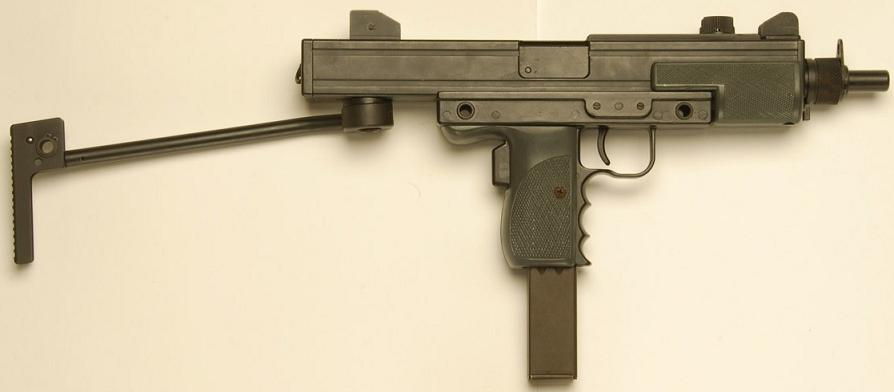
Avec la crosse dépliée